# Нартский эпос
На́ртский (на́ртовский) э́пос (адыг. и кабард.-черк. Нартхэр, осет. Нарты кадджытæ, абх. Нарҭаа ражәабжьқәа, карач.-балк. Нарт Таурухла) — эпос, бытующий у ряда народов Кавказа, основу которого составляют сказания о происхождении и приключениях героев-богатырей («нартов»). Существует у абхазо-адыгских народов, осетин, карачаевцев, балкарцев, ингушей и чеченцев. Также известны отдельные циклы у грузин (сванов, хевсуров и рачинцев) и некоторых народов Дагестана.
Существует в прозаической и стихотворной форме. В основе произведения лежит древний эпический цикл и культура, как автохтонных народов Кавказа, так и северо-иранских народов (скифо-сарматов).

## Становление эпоса
Исследователи полагают, что эпос начал создаваться в VIII—VII веках до нашей эры, а в XIII—XIV веках разрозненные сказания стали объединяться в циклы, группируясь вокруг какого-либо героя или события.
Относительно происхождения слова «нарт» исследователи не пришли к единому мнению. Так часть из них усматривает сходство с иранским словом нар (мужчина), другие связывают с осет. нæ арт «наш огонь» или древнеиндийским корнем нрт «плясать». В. И. Абаев полагал, что слово «нарт» восходит к монгольскому корню нара «солнце» (многие герои эпоса связаны с солярным мифом).
Вопрос о происхождении нартского эпоса сложен. В. И. Абаев утверждал, что народом-создателем эпоса являются осетины:

1. Термин «нарт» заключает осетинский показатель множественности «т» и образован по типу осетинских фамильных имён: стало быть, к другим народам Кавказа он вошёл в осетинском оформлении.
2. Некоторые нартовские сюжеты, как показали В. Миллер и Ж. Дюмезиль, имеют полную аналогию в быте и обычаях отдалённых предков осетин, скифо-сарматских племён.
3. Имена Уархаг, Ахсар, Ахсартаг, Урузмаг, женское имя Ацырухс, название чудесной чаши Уацамонга — бесспорно иранского происхождения.
4. Имя главной героини Сатаны (Шатана), хотя и не вполне ясное по происхождению, неотделимо от имени аланской принцессы Сатеник, которое сохранили армянские рапсоды в связи с событиями II века до н. э. (походы аланов в Закавказье), а также житие святых Армянской Апостольской Церкви о святых мучениках сукиасянцев, во главе с Сукиасом, аланом по происхождению, которые сопровождали принцессу Сатеник в Армению.
5. Имя Сослан, будучи, по всей видимости, тюркского (ногайского) происхождения, свидетельствуется на осетинской почве с XII века н. э. (муж царицы Тамары Давид-Сослан был осетинским владетелем); имя Сосруко представляет «адыгизацию» имени Сослан с закономерным перебоем л-р.
6. Имя Батрадз образовано из Батыр-ас и означает «асский (аланский) богатырь».

Всё это не оставляет сомнения, что материальным ядром эпоса послужил древний аланский цикл, восходящий некоторыми элементами ещё к скифской эпохе и непрерывно обогащавшийся за счёт контактов с другими народами, в том числе народами Кавказа.— Abaev Vasily Ivanovich, The Ossetian Epic // Tales of the Narts Ancient Myths and Legends of the Ossetians Translated by Walter May. Edited by John Colarusso and Tamirlan Salbiev. Princeton and Oxford: Princeton University Press, 2016
В обширной работе американского исследователя нартского эпоса Джона Коларуссо «Нартские саги из Кавказа: Мифы и легенды черкесов, абазин, абхазов и убыхов», подчёркивается, что западнокавказские саги сохраняют в себе более древнее ядро, а само слово «Нарт» имеет иранское происхождение из индоевропейского корня, означающего — «мужчина, герой». Как наиболее архаичные из нартских корпусов по мнению Дж. Коларуссо, западнокавказские версии нартского эпоса (адыгские и абхазо-абазинские) весьма ценны, так как содержат наиболее архаичные автохтонные наслоения, сохранив «все необычные детали, составляющие осколки ранних традиций и верований», в отличие от осетинской версии, которая была «переработана, чтобы сформировать более плавное повествование».
Другой учёный-кавказовед Е. И. Крупнов считал создателями эпоса народы так называемой кавказской языковой семьи (абазины, абхазы, адыги (черкесы), ингуши, чеченцы), а наличие у ираноязычных осетин и тюркоязычных карачаевцев и балкарцев развитых циклов нартского эпоса служит доказательством их сугубо местного, а не пришлого происхождения:

«И сейчас я вновь со всей категоричностью хотел бы подчеркнуть свой главный тезис о том, что героический нартский эпос — это результат самобытного (а не заимствованного) творчества сугубо местных кавказских племён, носителей родственных языков, развившихся на основе древнего и единого кавказского субстрата. Поэтому не случайно нартский эпос возник и развивался в таких районах Северного и Западного Кавказа, на территории которых на рубеже бронзового и железного веков бытовали морфологически близкие между собой так называемые археологические культуры — кобанская, прикубанская и колхидская. Они развились и развивались также на базе более древних родственных культур эпохи бронзы».

## Сказания разных народов
Многочисленные сказы о нартах группируются вокруг имён основных персонажей эпоса, образуя, тем самым, своеобразные циклы. В каждой национальной версии эпоса те или иные циклы занимают сравнительно большее или меньшее место.
Также есть различия в именах героев эпоса.
| осет.                       | адыг. / каб.                  | абхаз. / абаз.                 | ингуш.        | чечен.        | карач.-балк. |
| --------------------------- | ----------------------------- | ------------------------------ | ------------- | ------------- | ------------ |
| Сослан                      | Саусэрыкъо / Сосрыкъуэ        | Сасрыҟәа / Сосрыкъва           | Сеска Солса   | Сеска Солса   | Сосурукъ     |
| Сата́на                      | Сэтэнай-Гуащэ / Сэтэней-Гуащэ | Саҭанеи Гәашьа / Сатаней-Гваща | Села Сата     | Стела Сата    | Сатанай      |
| Батырадз / Батраз           | Пэтэрэз / Батэрэз             | Цәыцә / Батараз                | Хамчий Патарз | Хамчий Патриж | Батыраc      |
| Сырдон / Сирдон, сын Гатага | Батэкъу / Батэкъуэ            | Баҭаҟәа / Батакъва             | Боткий Ширтка | Батиг Шурда   | Шырдан       |
| Ацӕмӕз                      | Ащамэз / Ащэмэз               | Шьамаз / Ащамаз                | Ачамаз        | Ачамза        | Ачемез       |
| Уырызмӕг / Орӕзмӕг          | Озырмэс / Уэзырмэс            | - / Уазырмас                   | Урузман       | Орзми         | Ёрюзмек      |
| Хӕмыц / Хӕмиц               | Хъымыщ / Хъымыщ               | Хмышь / Хъмыщ                  | Хамча         | Хамчи         | Хымыч        |
| Саууай                      | Шъэуей / Щэуей                | - / Щауей                      | Киндий Шоа    | -             | Къарашауай   |

Также в каждой версии сказаний есть свои, уникальные герои. Например, у адыгов — Адиюх (Iэдийху / Iэдыиф), Ахомида (Ахуэмыдэ / Ахомыдэ), Бадыноко (Бэдынокъуэ / Шъэбатынокъо); у осетин — Ахсар, Ахсартаг, Уархаг. В абхазских сказаниях есть Цвицв и Нарджхеу. У карачаевцев и балкарцев — Алауган, Дебет, Джёнгер (Нёгер) и Таусо. У ингушей — Курюко, Калой Кант, Бятыр, Нясар и Цок, а у чеченцев — Пхьармат и Германч.
Также есть различие между образами нартов.

### У осетин
В осетинской версии нарты делятся на три фамилии: Ахсартагката, Бората и Алагата. Первые — воины. Их род небогат, но обладает силой и отвагой. Второй род, Бората, постоянно враждует с Ахсартагката. Они богаты, но именно они послужили причиной гибели нартов. Род Алагата редко упоминается в эпосе; Алагата — хранители всех ритуальных предметов, необходимых для обрядов. Ни один праздник, посвящённый духам и богам, не обходится без них.
Согласно теории трёх функций Жоржа Дюмезиля, это деление на три рода-касты отражает социальный строй древнего индоевропейского общества, отчего и представлено только у осетин — единственного индоевропейского народа в регионе.

### У абхазо-адыгских народов
При всём разнообразии содержания нартского эпоса в абхазо-адыгской версии, одно из его центральных мест занимает тема беззаветной любви к родине. Вместе с тем, не только воины-защитники родины воспеваются и прославляются в песнях, но и хлебопашцы, пастухи и труженики, которые одинаково почётны в Стране Нартов. Поэтому в нартских преданиях в полном объёме представлена материальная основа жизни. Кроме того, в эпосе достаточно полно представлены и такие темы, как уважительное отношение к женщине, забота о старшем и младшем поколении и его воспитание. В сказаниях нарты своё свободное от работ и защиты родины — время, проводят на сходках, где они устраивают не только соревнования по джигитовке, стрельбе из лука, метанию камня, борьбе и т.д, но и по пляскам, пению, красноречию и смекалке.
Также во многих нартских сказаниях присутствует культ железа и очень широко представлены орудия труда из железа. В этом плане наглядным примером являются сказания о Тлепше, где он целиком и полностью имеет дело с железом и орудиями труда и оружием из него.
Особенное место в нартских сказаниях также занимает — конь. Он является неразлучным другом любого нартского героя и выступает таким же всесильным, как и сам герой, который наделён неимоверными силами и возможностями. Конь в эпосе выступает как аристократ среди всех животных и наделён человеческим языком и разговаривает с людьми. Он не доверится своему хозяину, пока не испытает его на отвагу и верность в дружбе.
В преданиях адыго-абхазских народов, нартам предшествовали — «иныжи» (великаны) и «испы» (карлики), и в некоторых преданиях они ещё пересекаются с ними. Эпоха нартов представляет собой мифо-эпическое время. В представлении носителей нартской эпической культуры это время, как и сами нарты, представлялось реально существовавшим. К примеру у адыгов сказания о нартах сопровождалось упоминанием — «нартхэм я лъэхъэнэ» (времена нартов).
Одним из первых и крупных собирателей адыгской версии нартского эпоса был кабардинский князь — Кази Атажукин, который в 1864 году выпустил первую книгу с некоторыми сказаниями о нартах.
Характерной особенностью корпуса текстов адыгского Нартского эпоса, является то, что большая часть сохранившихся до наших дней произведений зафиксированы в поэтической форме. При этом, почти всегда у каждой песни («пшыналъэ») существует своя характерная, не похожая на другие мелодия (ноты зафиксированы). Также известно, что поэтическая форма произведения всегда первична над прозаической. Прозаическая форма исполнялась тогда, когда сказитель не помнил точно, как читалась поэтическая форма, но помнил сюжет, действующие лица и события, о которых повествует произведение. 

### У карачаевцев и балкарцев
Нарты, согласно карачаевским и балкарским сказаниям, это бесстрашный народ воинов-богатырей, потомки бога кузнечного дела Золотого Дебета. Они созданы верховным богом Великим Тейри с определённой целью — установить на земле порядок, истребить великанов (эмеген) и драконов (желмауз), очистить мир от всего, что мешает людям. Поэтому главное занятие нартов — война. Конечно, они воюют не только с чудовищами, но и с другими народами, случается, сталкиваются и между собой. Прирождённые воины, они не могут долго засиживаться дома, начинают скучать, и стоит кому-либо кинуть клич, как все снаряжаются в поход или в набег.
Нарты делятся на 4 рода — по именам родоначальников: Аликовы (Аликлары), Схуртуковы (Усхуртуклары), Бораевы (Боралары) и Индиевы (Индилары). Каждый род имеет своих героев-богатырей. К роду Аликовых принадлежат, например, старший сын Золотого Дебета — Алауган и его сын Карашауай, к Схуртуковым — предводитель нартов Ерюзмек и его сыновья: Сосурук, Сибилчи, Бюрче, к Бораевым — Бора-батыр и, возможно, Созар, к Индиевым — семь братьев, имена которых не названы.
Все нарты едины в своей борьбе с внешними врагами — иноплеменниками и чудовищами. Но существует у них и вражда между родами. За власть и влияние в стране нартов борются два рода — Аликовы и Схуртуковы, и их вражда прекращается только после женитьбы Карашауая на дочери Ерюзмека Агунде.

### У ингушей и чеченцев
Большинство сказаний были зафиксированы в высокогорных селениях Ингушетии. Первые из них были опубликованы в 1870-х годах ингушским учёным-этнографом Ч. Э. Ахриевым. Нарты иногда разделяются на две группы: положительные (добрые, благородные, высоконравственные) нарты и отрицательные (злые, коварные) орхустойцы.
В основном нарты изображаются могучими воинами. Они — позитивные персонажи, несущие добро. Но в чеченской и в ингушской версии, сохранившейся фрагментарно, есть отличие от других. Имена нартских героев в основном состоят из двух частей, так как у вайнахов принято называть сначала отчество человека. а затем его имя. Например, «Хамчий Патарз» — буквально означает «Патарз сын Хамчи».
Боткий Ширтка не является нартом, он выполняет роль советчика и мудреца. Проживает большую часть жизни в мире мёртвых. Зачастую, после ссоры с нартами уходит в мир мёртвых, а те в свою очередь бывают вынуждены просить у него помощи, так как нуждаются в его советах и предсказаниях. Боткий Ширтка принёс из подземного мира мельницу, с его помощью Села Сата принесла оттуда ножницы, иглы, наперсток и рецепт изготовления пива. Образ Ширтки отразился в языческой религии ингушей. После того как он показал людям, что мёртвые получают всё, что было пожертвовано им живыми родственниками, ингуши стали устраивать поминальный ужин (марс-пхьор) в конце октября. Аналогичная ситуация с Села Сатой. Она является не только персонажем эпоса, но и богиней в ингушском пантеоне.
Рядом со святилищем Маго-Ерды находится святилище нартского предводителя Сеска Солсы. От святилища, по преданию, излучалось сияние, ночью возле него бывало так светло, что можно было шить.

### У других народов Кавказа
Нарты также упоминаются у народов Дагестана и у некоторых грузинских субэтнических групп, таких как рачинцы, сваны, хевсуры и др. Встречаются нарты у них только в сказках. Это безымянные богатыри-великаны, обладающие огромной силой. У народов Дагестана в сказках обычно не один, а семь нартов. Они живут в лесах, в башнях, упирающихся верхушкой в небо. Огорожены их жилища железным забором.

## Герои эпоса
Одним из главных героев нартских сказаний является Сослан/Сосруко/Сеска Солса/Сасрыква. У всех народов это нарт, рождённый из камня. В осетинских сказаниях у Сослана проходит аналогия с Ахиллом из греческих мифов. У последнего была уязвима лишь пятка, всё остальное тело было неуязвимым. У осетинского Сослана уязвимы были колени. И тот, и другой погибли вследствие удара по слабому месту. Похожий сюжет встречается у многих индоевропейских народов.
С детства этот герой проявлял смелость, силу и самостоятельность. В абхазской версии он был младшим братом из ста, но превосходил братьев и силой, и находчивостью.
Также важен цикл о Сатане/Сатаней-Гуаше/Сели Сата. В абхазской и адыгской версиях это романтическая женщина, символ красоты, ума и неувядающей молодости. В осетинской версии она как бы приземлена. У осетин она является женой родоначальника нартов — Урузмага, хозяйка, неистощимая на хитрости женщина.
Образ Сырдона, культурного героя с чертами трикстера (комическими и демоническими), Жорж Дюмезиль проводил параллель со скандинавским Локи.
В адыгском эпосе существует герой — Бадыноко (Шабатнуко). Ещё в детстве предвиделось его героическое будущее. Пели ему в колыбельной песне:
Ты обезглавишь сотни чудовищ,

Сотни сокровищ нартам раздашь.

…Спи моё счастье, храбрый мой львёнок,

Славен и звонок будет твой путь.

Будешь ты светом рода людского,

Здравицы словно скажут тебе.
Бадыноко (Шабатнуко) — единственный герой эпоса, не любящий пиры и пляски. Он говорит:
Никогда я не стремился

К угощениям богатым,

К песнопениям весёлым.

…доспехи боевые

Я надел для дел высоких:

Мой удел — защита правды.